# انا، گیفو
۳۵°۲۷′ شمالی ۱۳۷°۲۵′ شرقی / ۳۵٫۴۵۰°شمالی ۱۳۷٫۴۱۷°شرقی
انا در استان گیفو در کشور ژاپن واقع شده است  که دارای جمعیت ۵۴٬۸۴۴ نفر و مساحت ۵۰۴٫۱۹ کیلومتر مربع با تراکم جمعیت ۱۰۹  نفر در کیلومترمربع است و در تاریخ ۲۵ اکتبر ۲۰۰۴ به عنوان شهر شناخته شد.